# Saison 2015 de l'équipe cycliste Movistar
La saison 2015 de l'équipe cycliste Movistar est la trente-sixième de cette équipe.

## Préparation de la saison 2015

### Sponsors et financement de l'équipe
Depuis 2011, le sponsor principal de l'équipe est l'opérateur téléphonique Movistar. À l'issue de l'année 2013, l'engagement de cette équipe est prolongé jusqu'en 2016. Canyon est le fournisseur de cycles de l'équipe depuis 2014. Endura est le fournisseur de vêtements et d'accessoires, également depuis 2014. Cette entreprise s'est engagée pour trois ans. Le budget de l'équipe pour cette saison s'élève à 8 millions d'euros.

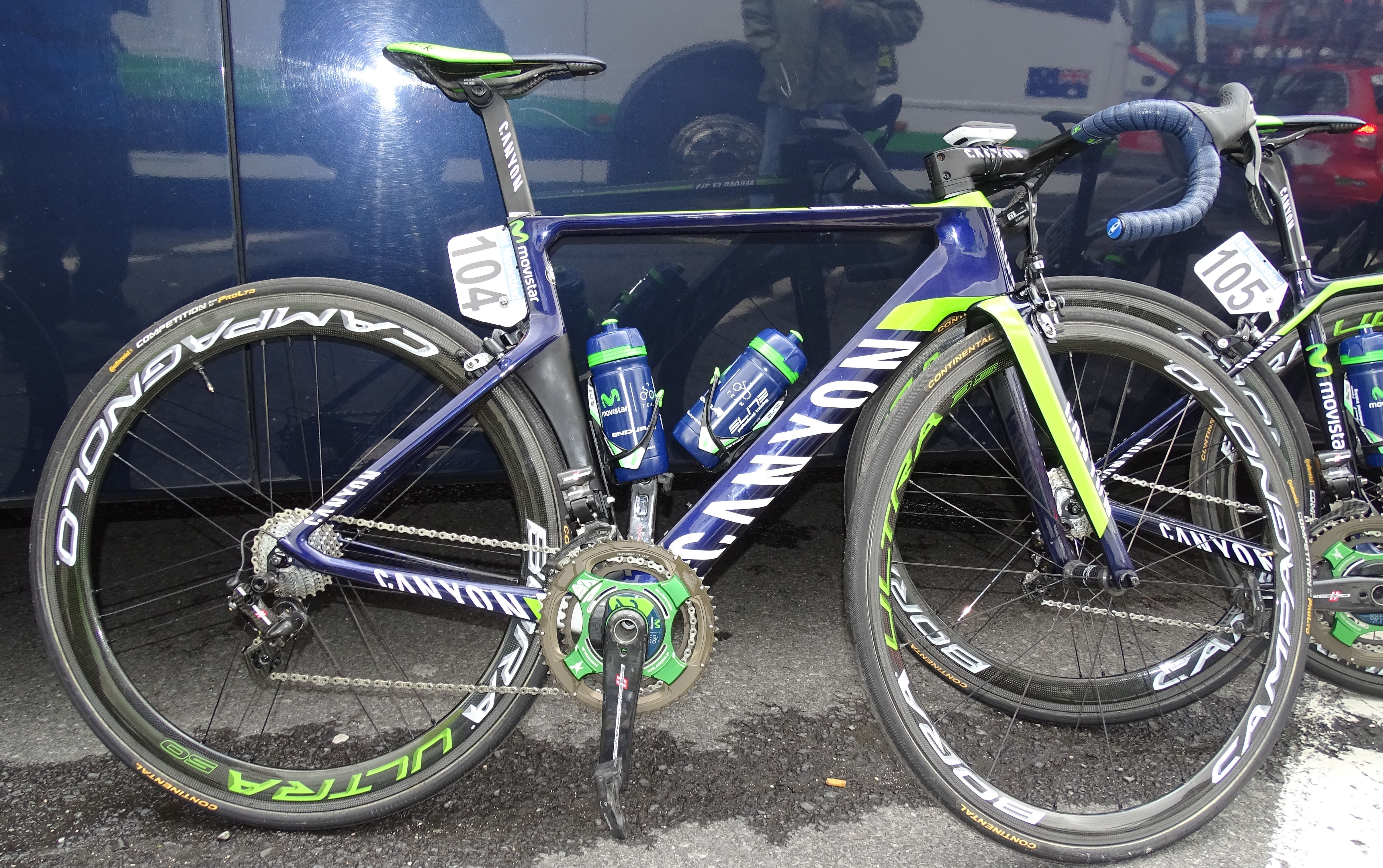
Canyon Aeroad CF SLX 9.0 utilisé lors des Trois Jours de La Panne 2015.
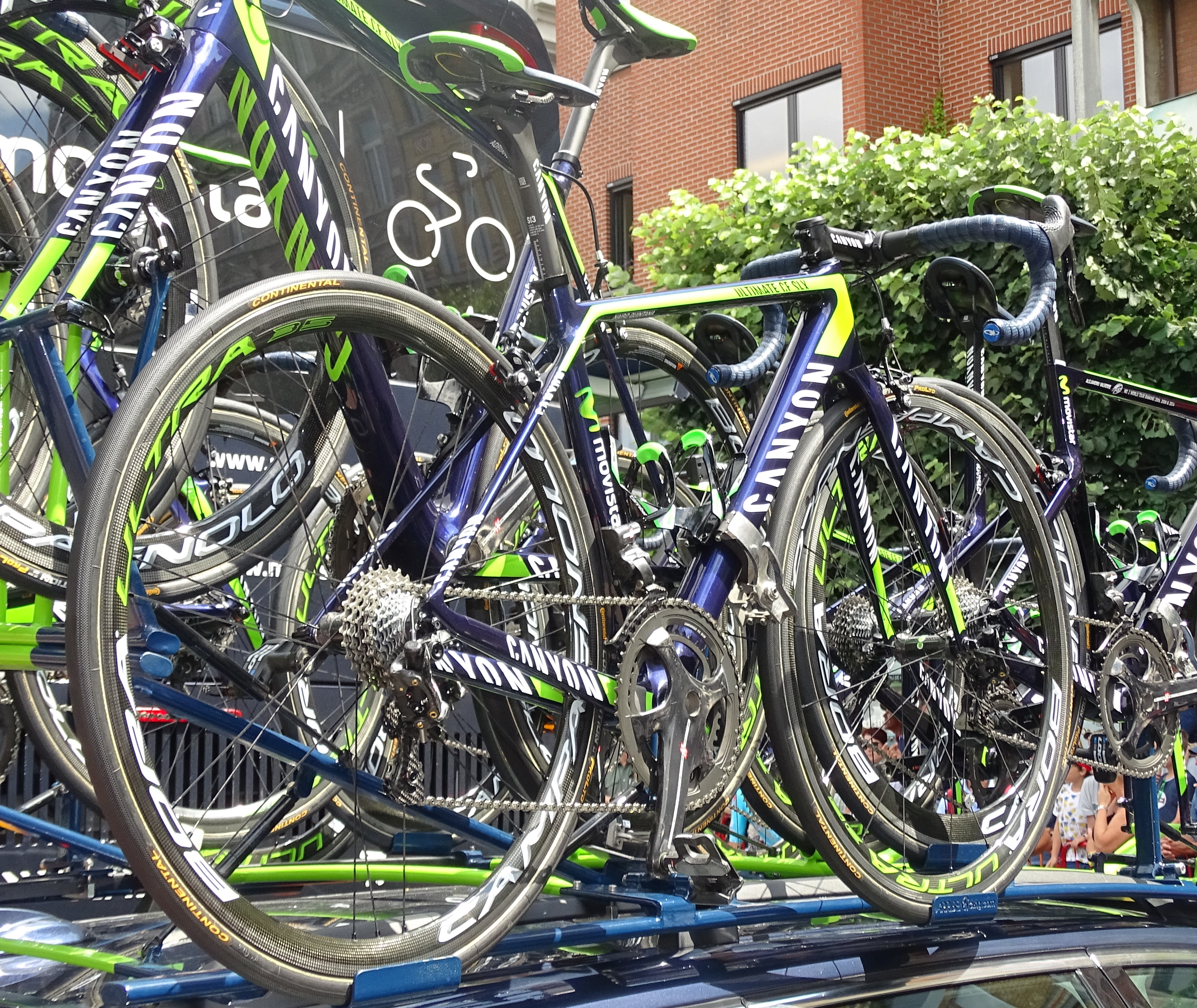
Canyon Ultimate CF SLX 9.0 utilisé lors du Tour de France 2015.
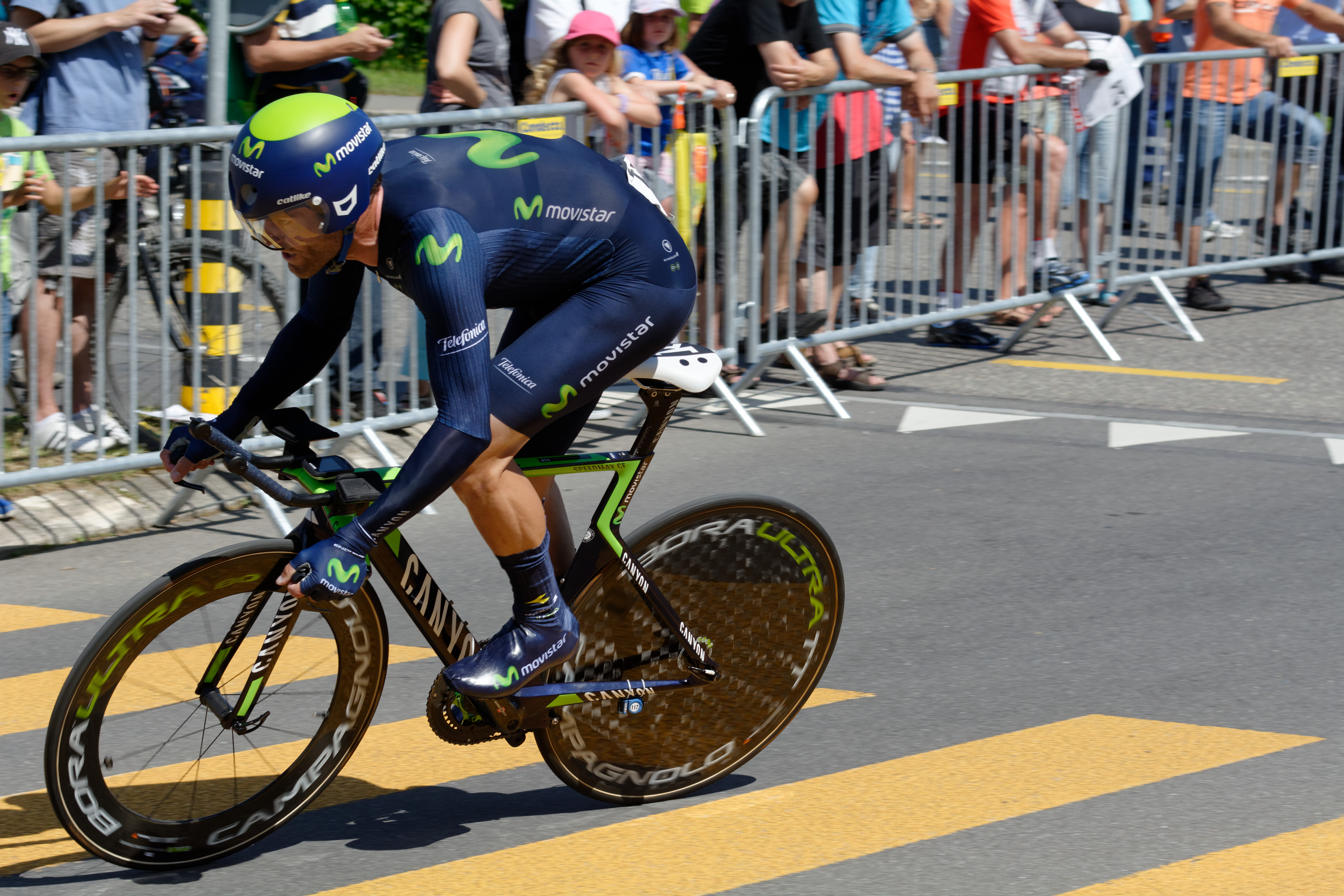
José Joaquín Rojas sur le vélo de contre-la-montre Canyon Speedmax CF TT9 durant le Tour de Suisse 2015.
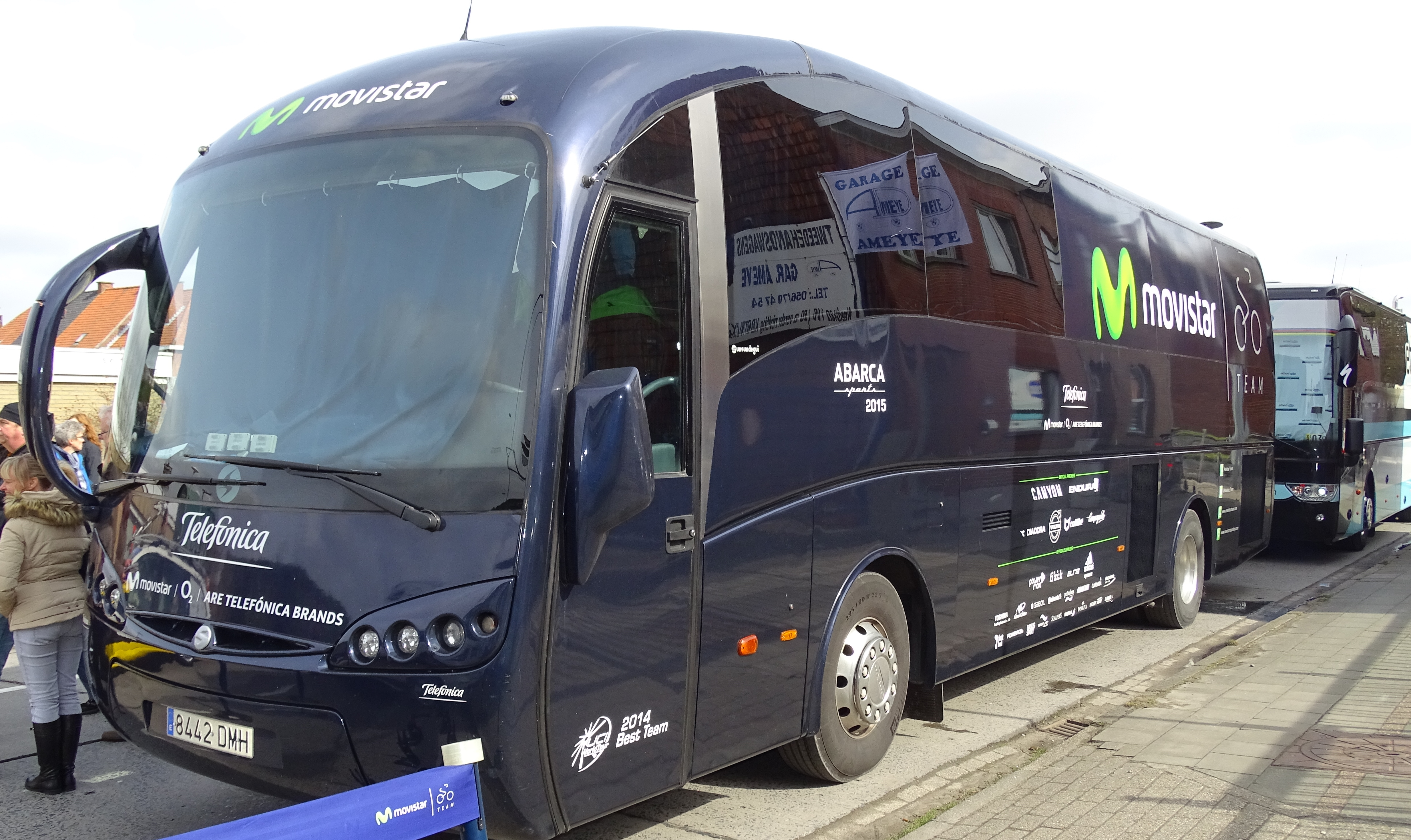
Le bus de l'équipe lors du Grand Prix E3 2015.
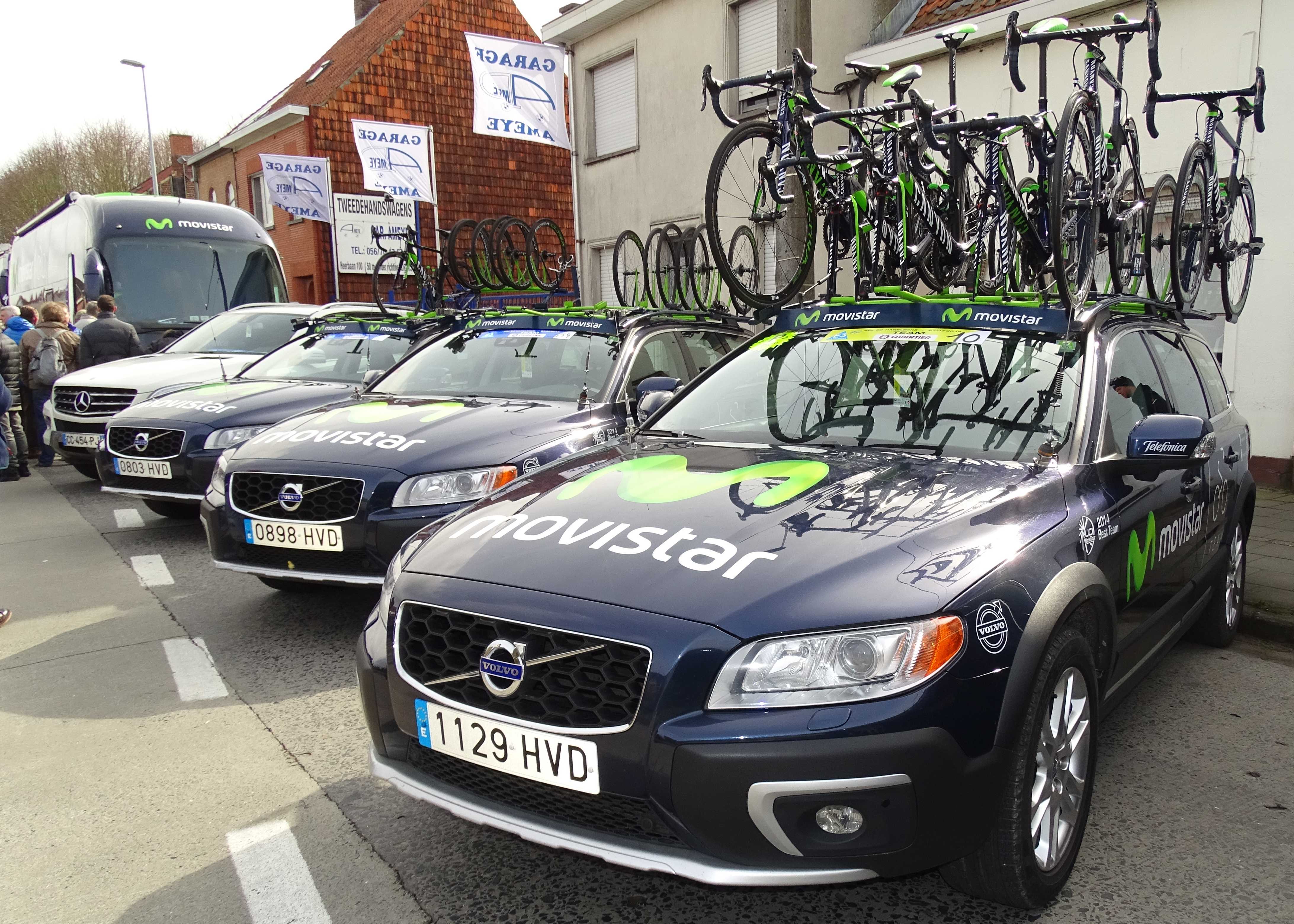
Des voitures de l'équipe lors du Grand Prix E3 2015.

### Arrivées et départs
| Arrivées                | Équipe 2014            |
| ----------------------- | ---------------------- |
| Winner Anacona          | Lampre-Merida          |
| Rubén Fernández Andújar | Caja Rural-Seguros RGA |
| Marc Soler              | Lizarte                |
| Rory Sutherland         | Tinkoff-Saxo           |

| Départs             | Équipe 2015           |
| ------------------- | --------------------- |
| José Iván Gutiérrez | Retraite              |
| Rubén Plaza         | Lampre-Merida         |
| Sylwester Szmyd     | CCC Sprandi Polkowice |

## Coureurs et encadrement technique

### Effectif
| Cycliste                | Date de naissance | Nationalité | Équipe 2014            |  |
| ----------------------- | ----------------- | ----------- | ---------------------- |  |
| Andrey Amador           | 29 août 1986      | Costa Rica  | Movistar               |  |
| Winner Anacona          | 11 août 1988      | Colombie    | Lampre-Merida          |  |
| Igor Antón              | 2 mars 1983       | Espagne     | Movistar               |  |
| Eros Capecchi           | 13 juin 1986      | Italie      | Movistar               |  |
| Jonathan Castroviejo    | 27 avril 1987     | Espagne     | Movistar               |  |
| Alex Dowsett            | 3 octobre 1988    | Royaume-Uni | Movistar               |  |
| Imanol Erviti           | 15 novembre 1983  | Espagne     | Movistar               |  |
| Rubén Fernández Andújar | 1er mars 1991     | Espagne     | Caja Rural-Seguros RGA |  |
| John Gadret             | 22 avril 1979     | France      | Movistar               |  |
| Jesús Herrada           | 26 juillet 1990   | Espagne     | Movistar               |  |
| José Herrada            | 1er octobre 1985  | Espagne     | Movistar               |  |
| Beñat Intxausti         | 20 mars 1986      | Espagne     | Movistar               |  |
| Gorka Izagirre          | 7 octobre 1987    | Espagne     | Movistar               |  |
| Ion Izagirre            | 4 février 1989    | Espagne     | Movistar               |  |
| Pablo Lastras           | 20 janvier 1976   | Espagne     | Movistar               |  |
| Juan José Lobato        | 30 décembre 1988  | Espagne     | Movistar               |  |
| Adriano Malori          | 28 janvier 1988   | Italie      | Movistar               |  |
| Javier Moreno           | 18 juillet 1984   | Espagne     | Movistar               |  |
| Dayer Quintana          | 30 août 1992      | Colombie    | Movistar               |  |
| Nairo Quintana          | 4 février 1990    | Colombie    | Movistar               |  |
| José Joaquín Rojas      | 8 juin 1985       | Espagne     | Movistar               |  |
| Enrique Sanz            | 11 septembre 1989 | Espagne     | Movistar               |  |
| Marc Soler              | 22 novembre 1993  | Espagne     | Lizarte                |  |
| Rory Sutherland         | 8 février 1982    | Australie   | Tinkoff-Saxo           |  |
| Jasha Sütterlin         | 4 novembre 1992   | Allemagne   | Movistar               |  |
| Alejandro Valverde      | 25 avril 1980     | Espagne     | Movistar               |  |
| Francisco Ventoso       | 6 mai 1982        | Espagne     | Movistar               |  |
| Giovanni Visconti       | 13 janvier 1983   | Italie      | Movistar               |  |

Portraits
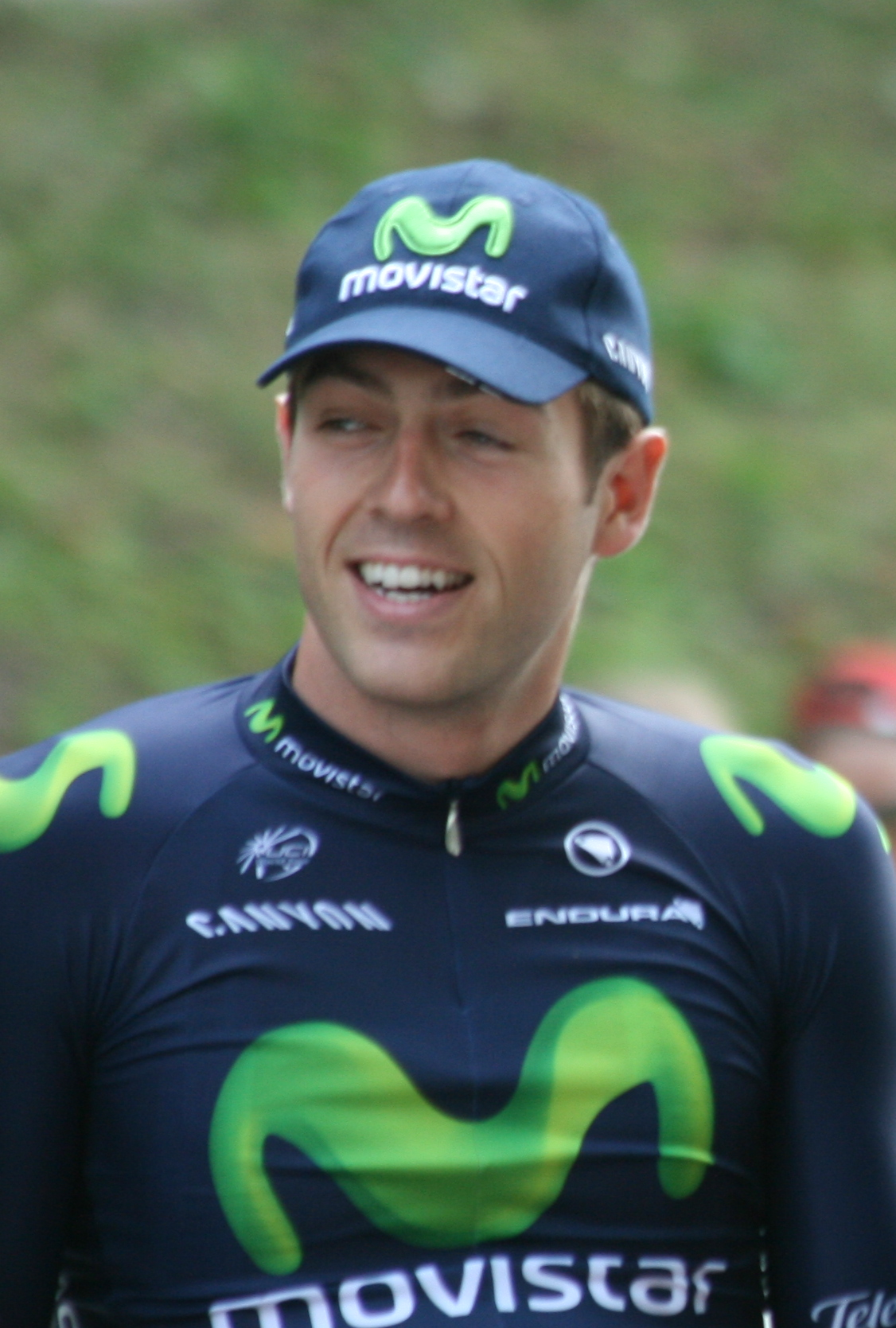
Alex Dowsett.
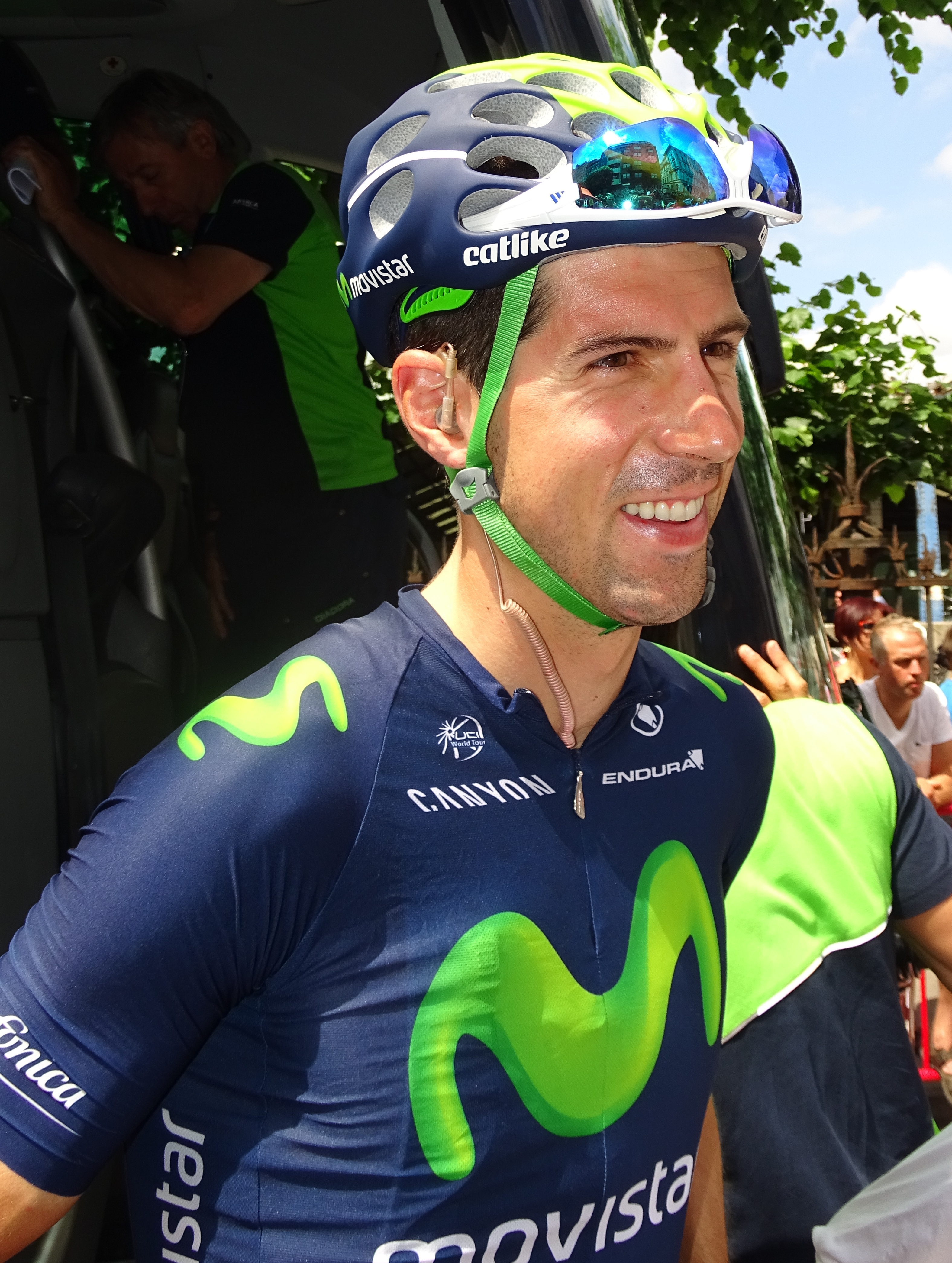
Imanol Erviti.
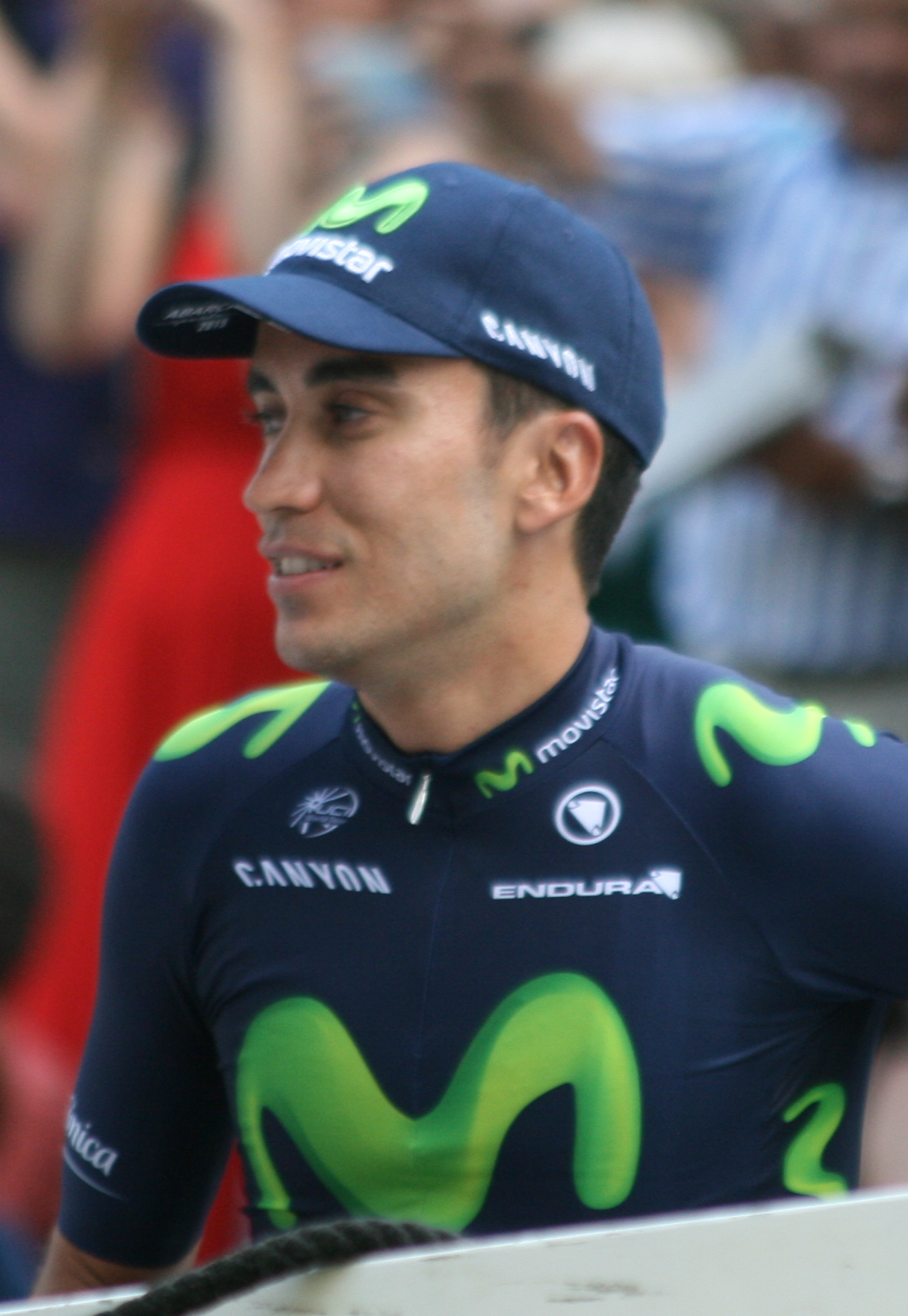
José Herrada.
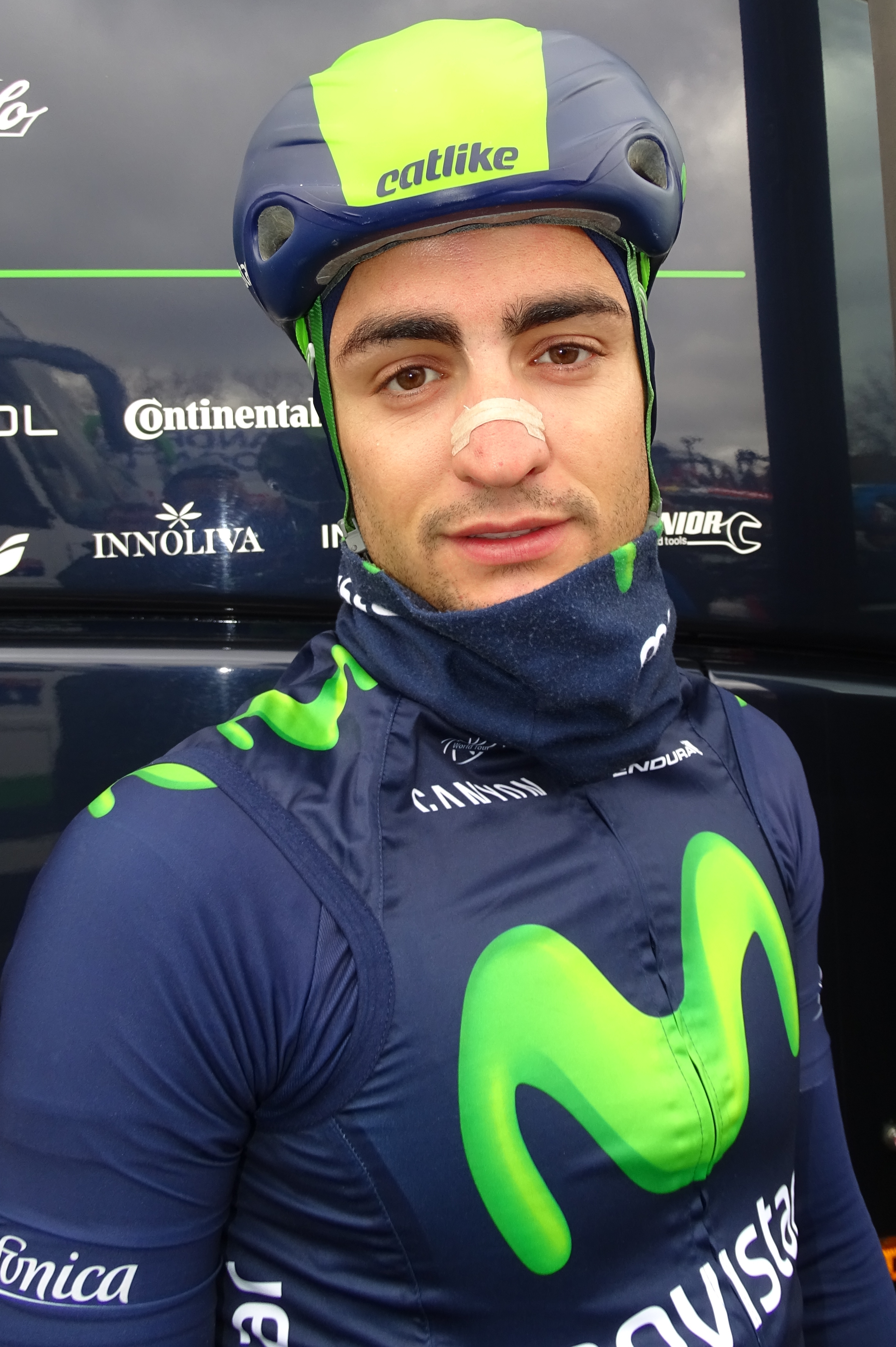
Juan José Lobato.
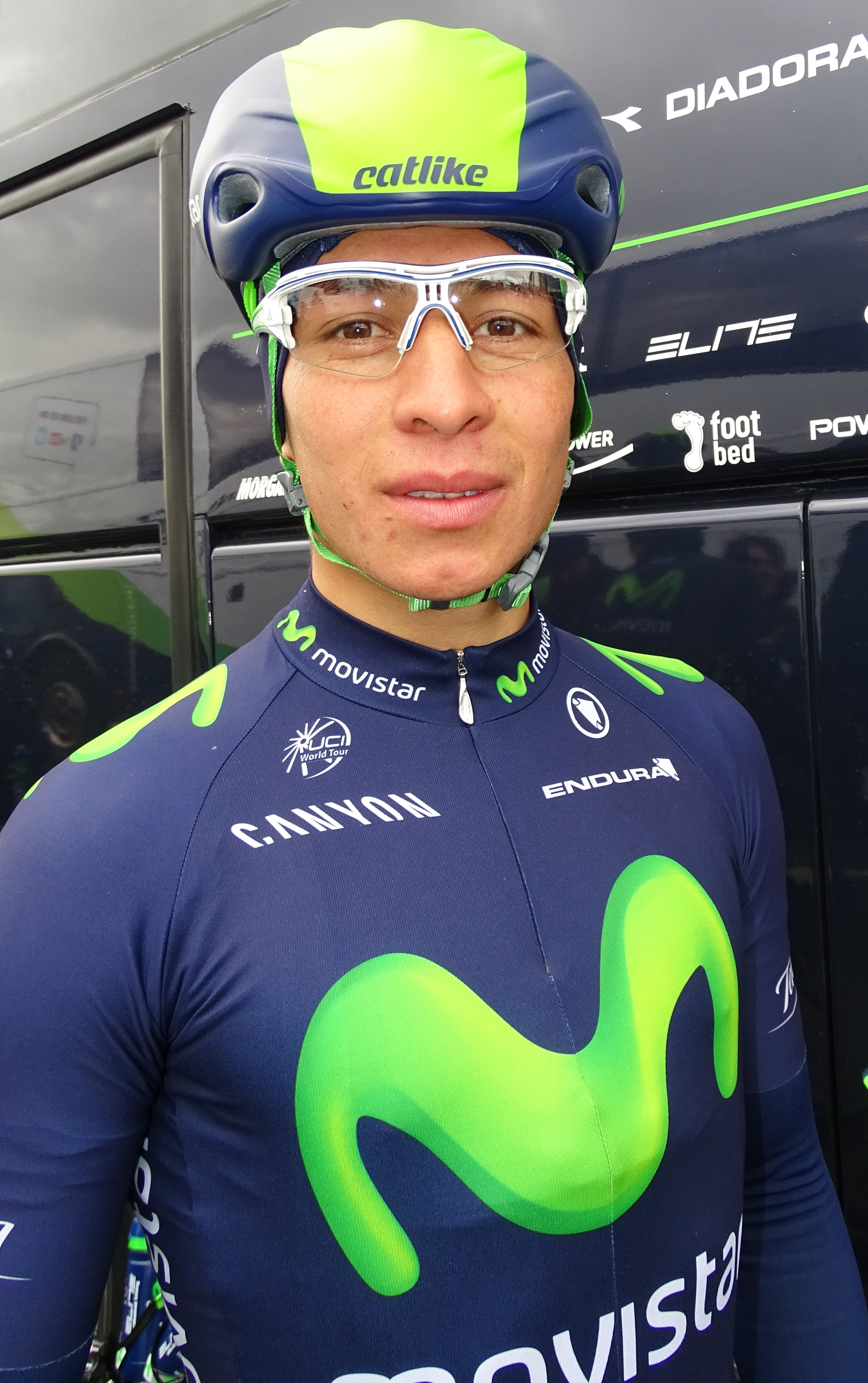
Dayer Quintana.
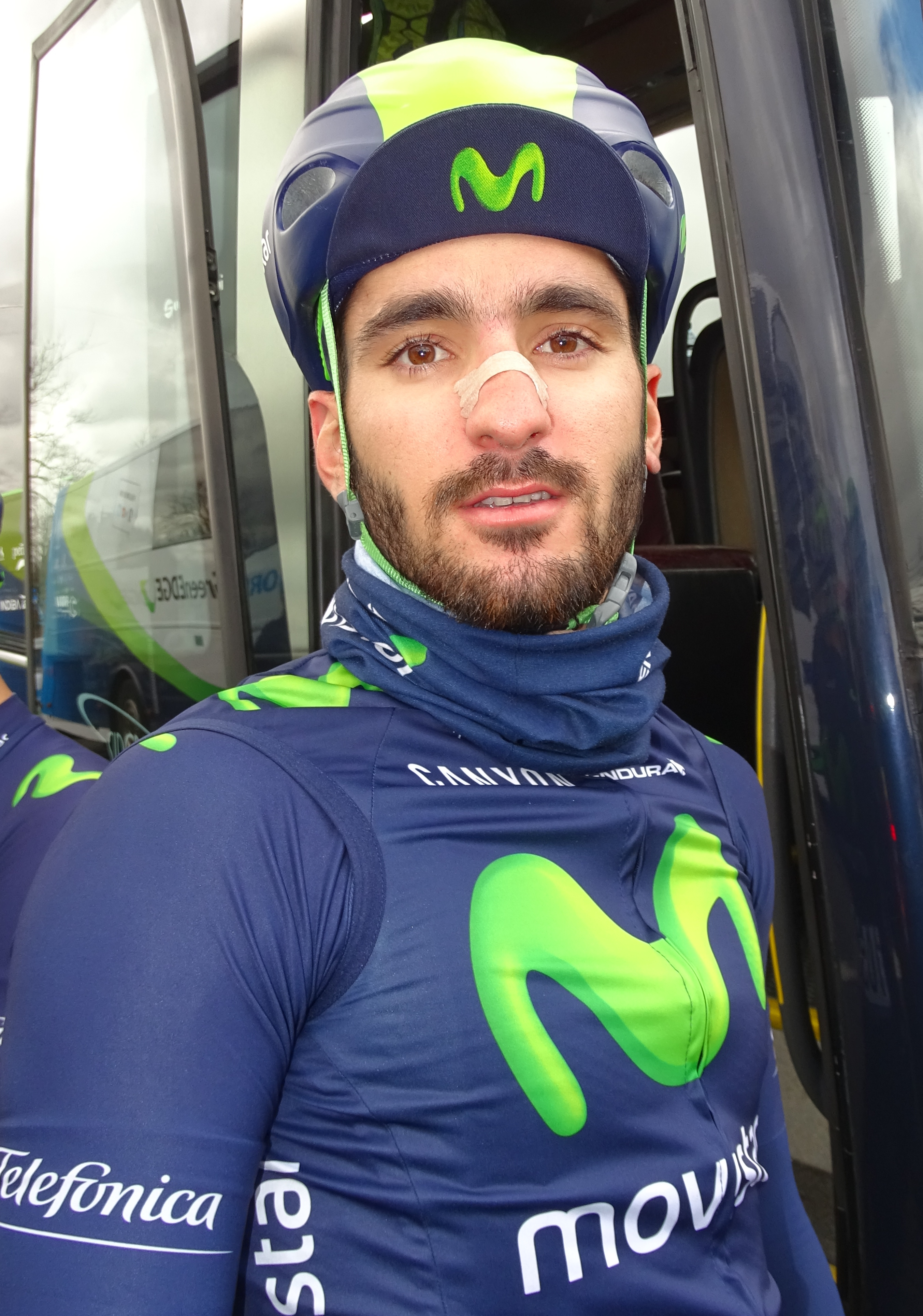
Enrique Sanz.
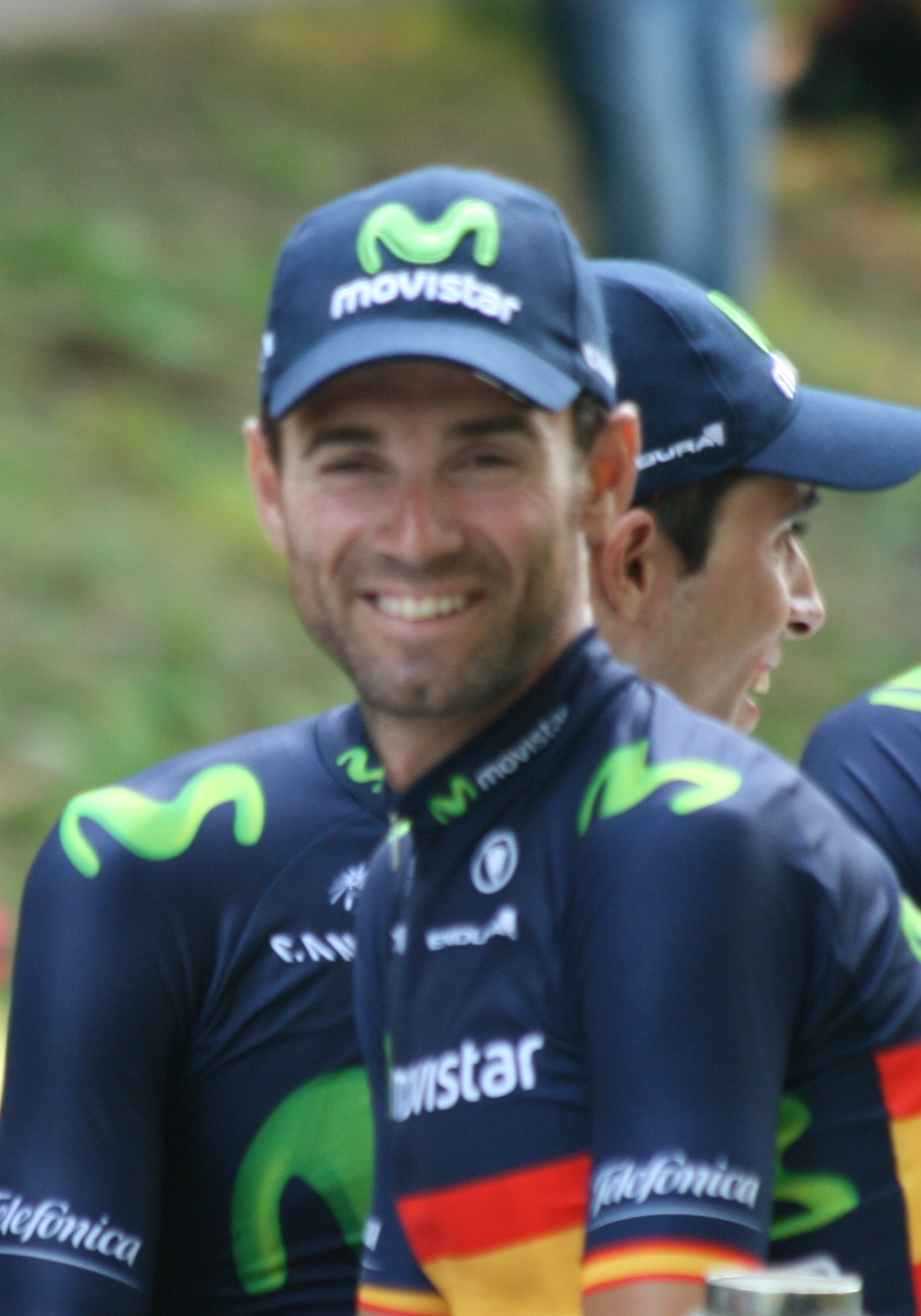
Alejandro Valverde.
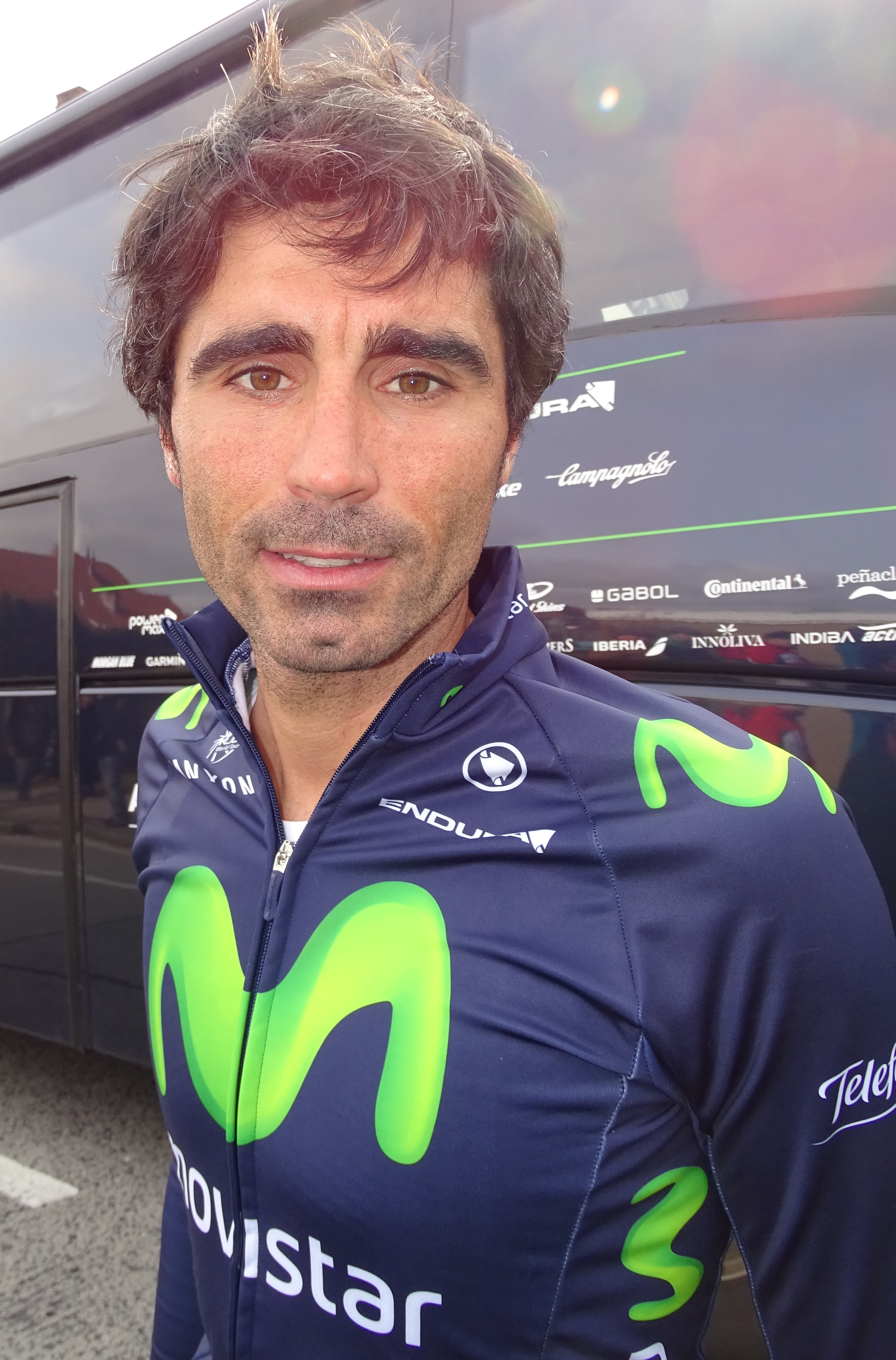
Francisco Ventoso.

### Encadrement
Depuis le départ de José Miguel Echavarri en 2007, l'équipe Movistar est dirigée par Eusebio Unzue, directeur sportif de l'équipe (successivement nommée Reynolds, Banesto, ibanesto.com, Illes Balears et Caisse d'épargne) depuis 1984. Les directeurs sportifs de l'équipe sont José Luis Jaimerena, José Luis Arrieta, Alfonso Galilea, José Vicente García Acosta et José Luis Laguía.

## Bilan de la saison

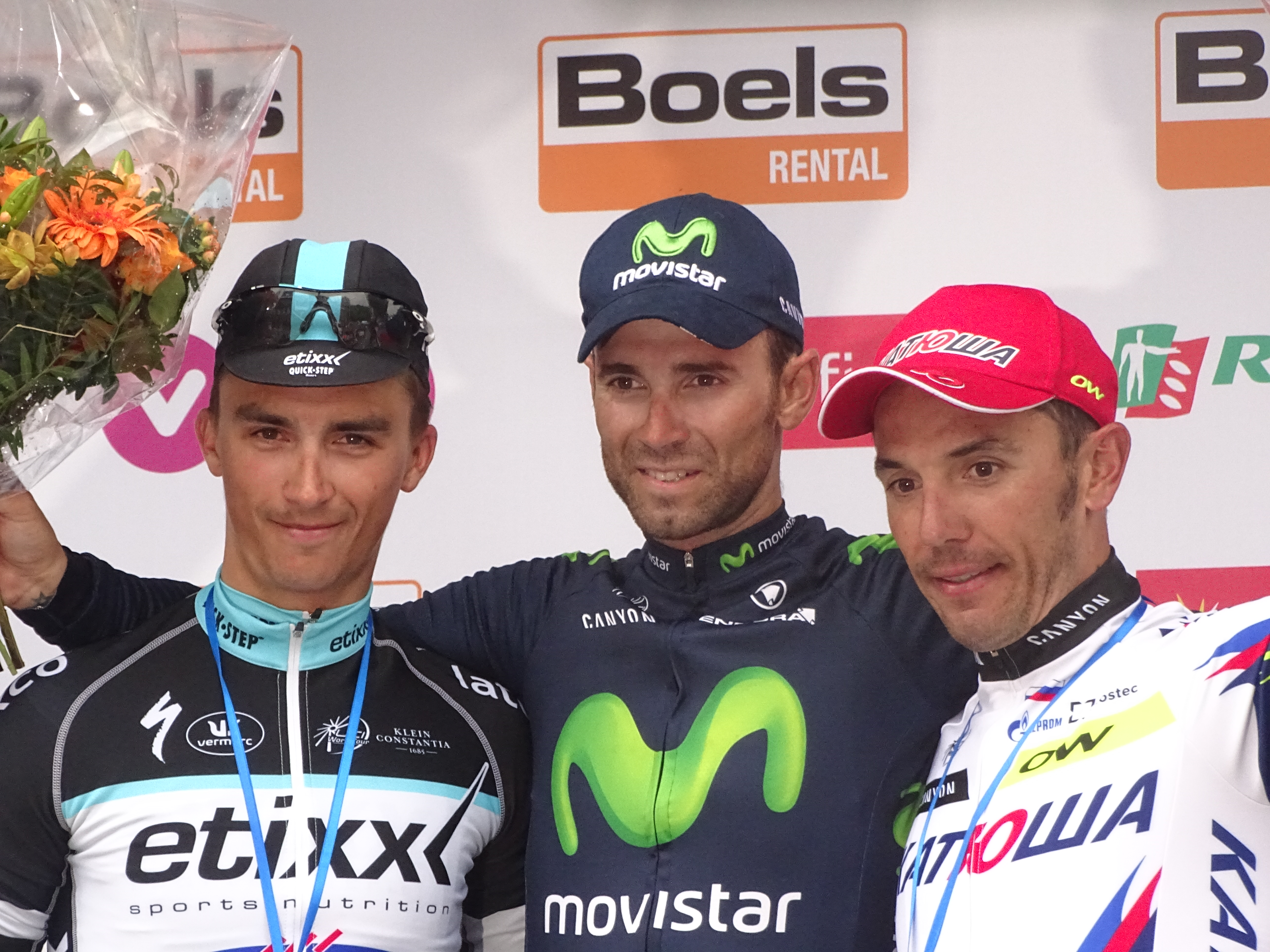
Podium de l'édition 2015 de Liège-Bastogne-Liège : Julian Alaphilippe (2e), Alejandro Valverde (1er) et Joaquim Rodríguez (3e).

### Victoires
| Date       | Course                                             | Pays        | Classe | Vainqueur            |
| ---------- | -------------------------------------------------- | ----------- | ------ | -------------------- |
| 21/01/2015 | 2e étape du Tour Down Under                        | Australie   | WT     | Juan José Lobato     |
| 23/01/2015 | 5e étape du Tour de San Luis                       | Argentine   | 2.1    | Adriano Malori       |
| 31/01/2015 | Trofeo Serra de Tramontana                         | Espagne     | 1.1    | Alejandro Valverde   |
| 08/02/2015 | 1re étape du Tour du Qatar                         | Qatar       | 2.HC   | José Joaquín Rojas   |
| 18/02/2015 | 1reb étape du Tour d'Andalousie                    | Espagne     | 2.1    | Javier Moreno        |
| 19/02/2015 | 2e étape du Tour d'Andalousie                      | Espagne     | 2.1    | Juan José Lobato     |
| 22/02/2015 | 5e étape du Tour d'Andalousie                      | Espagne     | 2.1    | Juan José Lobato     |
| 11/03/2015 | 1re étape de Tirreno-Adriatico                     | Italie      | WT     | Adriano Malori       |
| 15/03/2015 | 5e étape de Tirreno-Adriatico                      | Italie      | WT     | Nairo Quintana       |
| 17/03/2015 | Classement général de Tirreno-Adriatico            | Italie      | WT     | Nairo Quintana       |
| 24/03/2015 | 2e étape du Tour de Catalogne                      | Espagne     | WT     | Alejandro Valverde   |
| 27/03/2015 | 5e étape du Tour de Catalogne                      | Espagne     | WT     | Alejandro Valverde   |
| 29/03/2015 | 7e étape du Tour de Catalogne                      | Espagne     | WT     | Alejandro Valverde   |
| 08/04/2015 | 3e étape du Circuit de la Sarthe                   | France      | 2.1    | Adriano Malori       |
| 12/04/2015 | Klasika Primavera                                  | Espagne     | 1.1    | José Herrada         |
| 22/04/2015 | Flèche wallonne                                    | Belgique    | WT     | Alejandro Valverde   |
| 26/04/2015 | Liège-Bastogne-Liège                               | Belgique    | WT     | Alejandro Valverde   |
| 02/05/2015 | 1re étape du Tour des Asturies                     | Espagne     | 2.1    | Igor Antón           |
| 03/05/2015 | 2e étape du Tour des Asturies                      | Espagne     | 2.1    | Jesús Herrada        |
| 03/05/2015 | Classement général du Tour des Asturies            | Espagne     | 2.1    | Igor Antón           |
| 16/05/2015 | 4e étape du Tour de Bavière                        | Allemagne   | 2.HC   | Alex Dowsett         |
| 16/05/2015 | 8e étape du Tour d'Italie                          | Italie      | WT     | Beñat Intxausti      |
| 17/05/2015 | Classement général du Tour de Bavière              | Allemagne   | 2.HC   | Alex Dowsett         |
| 24/06/2015 | Championnat d'Italie du contre-la-montre           | Italie      | CN     | Adriano Malori       |
| 25/06/2015 | Championnat de Grande-Bretagne du contre-la-montre | Royaume-Uni | CN     | Alex Dowsett         |
| 26/06/2015 | Championnat d'Espagne du contre-la-montre          | Espagne     | CN     | Jonathan Castroviejo |
| 28/06/2015 | Championnat d'Espagne sur route                    | Espagne     | CN     | Alejandro Valverde   |
| 08/08/2015 | Classement général du Tour de Pologne              | Pologne     | WT     | Ion Izagirre         |
| 19/08/2015 | 2e étape du Tour du Limousin                       | France      | 2.1    | Jesús Herrada        |
| 25/08/2015 | 4e étape du Tour d'Espagne                         | Espagne     | WT     | Alejandro Valverde   |
| 27/08/2015 | 4e étape du Tour du Poitou-Charentes               | France      | 2.1    | Adriano Malori       |

### Résultats sur les courses majeures
Les tableaux suivants représentent les résultats de l'équipe dans les principales courses du calendrier international (les cinq classiques majeures et les trois grands tours). Pour chaque épreuve est indiqué le meilleur coureur de l'équipe, son classement ainsi que les accessits glanés par Movistar sur les courses de trois semaines.

#### Classiques
| Classique            | Milan-San Remo           | Tour des Flandres        | Paris-Roubaix       | Liège-Bastogne-Liège     | Tour de Lombardie       |
| -------------------- | ------------------------ | ------------------------ | ------------------- | ------------------------ | ----------------------- |
| Coureur (classement) | Alejandro Valverde (20e) | José Joaquín Rojas (34e) | Imanol Erviti (64e) | Alejandro Valverde (1er) | Alejandro Valverde (4e) |

#### Grands tours
| Grand tour           | Tour d'Italie                                                                      | Tour de France                                                               | Tour d'Espagne |
| -------------------- | ---------------------------------------------------------------------------------- | ---------------------------------------------------------------------------- | --- |
| Coureur (classement) | Andrey Amador (4e)                                                                 | Nairo Quintana (2e)                                                          | Nairo Quintana (4e)                                                                                               |
| Accessits            | 1 victoire d'étape (Beñat Intxausti) Grand Prix de la montagne (Giovanni Visconti) | Classement du meilleur jeune (Nairo Quintana) Classement général par équipes | 1 victoire d'étape (Alejandro Valverde) Classement par points (Alejandro Valverde) Classement général par équipes |

### Classement UCI
| Rang | Coureur                 | Points |
| ---- | ----------------------- | ------ |
| 1    | Alejandro Valverde      | 675    |
| 3    | Nairo Quintana          | 457    |
| 30   | Ion Izagirre            | 173    |
| 50   | Andrey Amador           | 93     |
| 53   | Benat Intxausti         | 81     |
| 73   | Rubén Fernández Andújar | 52     |
| 94   | Gorka Izagirre          | 36     |
| 127  | José Joaquín Rojas      | 17     |
| 134  | Juan José Lobato        | 14     |
| 136  | Giovanni Visconti       | 14     |
| 138  | Adriano Malori          | 13     |
| 159  | Winner Anacona          | 6      |
| 198  | Jesus Herrada           | 1      |
| 209  | Jonathan Castroviejo    | 1      |
| 214  | Marc Soler              | 1      |